# Lycée La Pérouse-Kerichen
Le lycée La Pérouse-Kerichen (anciennement lycée Kerichen) est un établissement d'enseignement supérieur et secondaire situé à Brest. C'est le deuxième plus important lycée de classe préparatoire aux grandes écoles de Bretagne après le Lycée Chateaubriand.

## Histoire
Le lycée Kerichen a été créé lors de séparation du lycée de Brest et de ses annexes. En avril 2014, il prend le nom de lycée La Pérouse-Kerichen (du nom de l'explorateur Jean-François de La Pérouse), pour se distinguer de la cité scolaire de Kerichen, qui regroupe deux autres lycées, le lycée Vauban et le lycée Lesven.

## Situation actuelle

### Classement du lycée
En 2015, le lycée se classe 36e sur 39 au niveau départemental quant à la qualité d'enseignement, et 1801e au niveau national. Le classement s'établit sur trois critères : le taux de réussite au bac, la proportion d'élèves de première qui obtient le baccalauréat en ayant fait les deux dernières années de leur scolarité dans l'établissement, et la valeur ajoutée (calculée à partir de l'origine sociale des élèves, de leur âge et de leurs résultats au diplôme national du brevet).

### Les classes préparatoires aux grandes écoles
Le lycée accueille environ 600 étudiants en CPGE littéraires (Khâgnes A/L et LSH), économiques et commerciales (ECE et ECS), et scientifiques (MP et PC). En 2023, L'Étudiant donnait le classement suivant pour les concours de 2022 :
| Filière | Élèves admis dans une grande école* | Taux d'admission* | Taux moyen sur 5 ans | Classement national | Évolution sur un an |
| --- | ----------------------------------- | ----------------- | -------------------- | ------------------- | ------------------- |
| ECE | 1 / 25 élèves                       | 4 %               | 1,2 %                | 37eex-æquo sur 110  | 9                   |
| ECS | 1 / 27 élèves                       | 3,7 %             | 0,7 %                | 43e sur 103         | 52                  |
| Khâgne A/L | 1 / 19 élèves                       | 0,6 %             | 0,6 %                | 18eex-æquo sur 44   | =                   |
| Khâgne LSH | 1 / 48 élèves                       | 0,5 %             | 0,5 %                | 37eex-æquo sur 77   | =                   |
| MP / MP* | 3 / 72 élèves                       | 4,2 %             | 2,6 %                | 22e sur 119         | =                   |
| PC / PC* | 0 / 50 élèves                       | 0 %               | 1,9 %                | 32eex-æquo sur 119  | 11                  |
| Source : Classement 2023 des prépas - L'Étudiant (Concours de 2022). * le taux d'admission dépend des grandes écoles retenues par l'étude. En filières ECE et ECS, ce sont HEC, ESSEC, et l'ESCP. Pour les khâgnes, ce sont l'ENSAE, l'ENC, les 3 ENS, et 5 écoles de commerce (HEC, ESSEC, ESCP, EM Lyon et EDHEC). En filières scientifiques, ce sont un panier de 11 à 17 écoles d'ingénieurs qui ont été retenus selon la filière (MP, PC, PSI, PT ou BCPST). |                                     |                   |                      |                     |                     |

## Anciens professeurs
- Robert Bluteau : professeur de physique chimie de 1940 à 1953
- Jeanne Bluteau : professeur de lettres de 1940 à 1953
- Mikael Madeg : professeur d'anglais de 1996 à 2010.
- Ronan Huon : professeur d'anglais, écrivain de langue bretonne

## Anciens élèves
- Gérard Jaffrès
- Jean-Baptiste Mathon
- Joël Cornette
- Denez Prigent
- Frédéric Ciriez[10]
- LinksTheSun